# 兩公婆今晚玩大咗
是一套2010年首映的美國喜劇片，由桑·里維執導，史提夫·加維及天娜·菲等主演。
故事描述一對老夫老妻到紐約市約會，卻碰上一連串離奇事件的遭遇。

## 劇情
菲爾與克萊兒是一對住在鄰近紐約新澤西州的夫妻，結婚多年並有屋有車有兒有女，生活卻異常平淡。某一晚，他們為了重燃火花，決定到紐約市渡過浪漫的一夜。他們因選中的餐廳已滿座，決定假扮另一對夫婦入坐人家雖訂下最後卻放棄了的位子。但那對夫婦其實是黑幫中人，結果菲爾與克萊兒被人追殺，而他們亦登上逃命之旅。

## 演員表
- 史提夫·加維 飾 菲爾·福斯特（Phil Foster）[4]

- 天娜·菲 飾 克萊兒·福斯特（Claire Foster）[4]
- 麥克·華堡 飾 霍爾布魯克·格蘭特（Holbrooke Grant）[4]
- 雷·利奥塔 飾 喬·米勒圖（Joe Miletto）[5]
- 占士·法蘭哥 飾 Chase "Taste" Tripplehorn/Tom Felton[4]
- 米娜·古妮丝 飾 "Whippit" Tripplehorn[5]
- 马克·鲁法洛 飾 布萊德·蘇利文（Brad Sullivan）[5]
- 克莉絲汀·薇格 飾 海莉·蘇利文（Haley Sullivan）[4]
- 凡夫俗子 飾 柯林斯探員（Detective Collins）[4]
- 吉米·辛普森 飾 阿姆斯壯探員（Detective Armstrong）[5]
- 泰拉姬·P·漢森 飾 阿羅約探員（Detective Arroyo）[4]
- 麗頓·麥斯達 飾 Katy[4]
- William Fichtner 飾 Frank Crenshaw[6]
- 奥利维亚·穆恩 飾 帶位員
- J·B·史慕福 飾 的士司機
- 蜜雪兒·蓋爾登齊 飾 Claw Waitress
- 蓋兒·加朵 飾 Natanya

## 反應

### 票房
此片在美國及加拿大已獲$98,711,404的票房，國際則有$53,551,224的票房，即總共有$152,262,628的票房。

## 外部連結
- 官方网站
- 互联网电影数据库（IMDb）上《兩公婆今晚玩大咗》的资料（英文）
- Box Office Mojo上《兩公婆今晚玩大咗》的資料（英文）
- 爛番茄上《兩公婆今晚玩大咗》的資料（英文）
- Metacritic上《兩公婆今晚玩大咗》的資料（英文）